# FC Sellier & Bellot Vlašim
Der FC Sellier & Bellot Vlašim ist ein tschechischer Fußballverein aus Vlašim. Der Verein, der auch früher schon in der 2. tschechoslowakischen Liga aktiv war, spielt seit 2009 in der Fotbalová národní liga (2. tschechischen Liga).

## Vereinsgeschichte
Der Verein wurde 1927 als AFK Vlašim gegründet und spielte bis zum Zweiten Weltkrieg nur auf regionaler Ebene. In der Spielzeit 1952 war die Mannschaft unter der Bezeichnung Zbrojovka Vlašim zweitklassig. Allerdings bestand die zweithöchste Spielklasse zu diesem Zeitpunkt aus 12 Staffeln à 12 Teams, insgesamt also 144 Mannschaften.
In der Saison 1965/66 gelang dem Klub, nun als Spartak Vlašim aktiv, der Aufstieg in die 2. Liga, die aus einer tschechischen und einer slowakischen Gruppe mit jeweils 14 Teilnehmern bestand. Nach einem sechsten Rang in der Saison 1966/67 spielte Spartak Vlašim im Folgejahr lange Zeit um den Aufstieg in die höchste tschechoslowakische Spielklasse mit, belegte allerdings hinter VCHZ Pardubice aufgrund des schlechteren Torquotienten nur den zweiten Platz. Im selben Jahr gelang Vlašim auch der Einzug in das Halbfinale des tschechoslowakischen Pokals, in dem sich der Zweitligist allerdings dem Erstligisten Slovan Bratislava auf dessen Platz mit 2:3 geschlagen geben musste.
Zur Saison 1969/70 führte der tschechoslowakische Verband eine 16 Mannschaften umfassende landesweite 2. Liga ein, in der erhöhten Konkurrenz konnte sich Spartak Vlašim nicht durchsetzen und stieg ab Saisonende ab. Die Rückkehr in die 2. Liga gelang der Mannschaft im Sommer 1974, in dem der Verein mit Blanické strojírny, kurs BS, auch einen neuen Trägerbetrieb bekam. Als Aufsteiger belegte Spartak BS Vlašim den dritten Rang. Zur Saison 1977/78 wurde aus der eingleisigen landesweiten 2. Liga eine Liga mit drei Staffeln à 16 Mannschaften. Vlašim gewann die Staffel A souverän mit fünf Punkten Vorsprung vor UD Příbram, den Aufstieg bedeutete das jedoch nicht, denn dazu galt es, eine Qualifikation über zwei Runden zu absolvieren. Zunächst besiegte Vlašim in zwei Spielen (1:1 und 1:0) den Sieger der Staffel B, VP Frýdek-Místek. Im Endspiel um den Einzug in die 1. Liga allerdings scheiterte die Mannschaft am slowakischen Vertreter VSS Košice mit 1:4 und 1:2. Anschließend stellte sich jedoch heraus, dass Vlašims Funktionäre unerlaubten Einfluss auf die Spiele gegen Frýdek-Místek nehmen wollten und Vlašim musste zwangsweise absteigen. Der Mannschaft gelang ohne größere Schwierigkeiten der sofortige Wiederaufstieg, allerdings konnte sie sich nur ein Jahr in der 2. Liga halten.
Anschließend folgte ein langsamer, aber stetiger Abstieg des Fußballs in Vlašim, aus Spartak BS wurde 1993 zunächst FC BS und 1994 dann FC Agrox Vlašim. Zwischen 1999 und 2004 war der Klub als FC Vlašim nur sechstklassig, ehe der Aufstieg in den fünftklassigen Krajský přebor gelang. Im Jahr 2006 fusionierte der FC Vlašim mit dem in der viertklassigen Divize spielenden FK Graffin Kácov aus dem 17 Kilometer entfernten Kácov. Dem neu entstandenen FC Graffin Vlašim gelang umgehend der Aufstieg in die ČFL und 2009 der Aufstieg in die 2. Liga. Dort belegte Vlašim in der ersten Saison nach 29-jähriger Unterbrechung den siebten Rang.
Anfang 2016 benannte sich der Verein nach dem Einstieg des ortsansässigen Munitionsherstellers Sellier & Bellot in FC Sellier & Bellot Vlašim um.

## Statistik
- II. liga: 1952, 1966–1970, 1974–1978, 1979–1980, 2009–
- III. liga: 1953–1954, 1965–1966, 1970–1974, 1978–1979, 1980–1982, 1993–1995, 2007–2009

## Spieler
- František Šafránek (1966–1970)
- Jaroslav Hřebík (1977–1982)

## Trainer
- Svatopluk Pluskal (1981–1982)
- Ivo Knoflíček (2006)
- Martin Hašek (2016–2017)

## Vereinsnamen
- 1927 AFK Vlašim
- 1951 ZSJ Zbrojovka Vlašim
- 1953 DSO Spartak Vlašim
- 1961 TJ Spartak Vlašim
- 1974 TJ Spartak BS Vlašim
- 1993 FC BS Vlašim
- 1994 FC Agrox Vlašim
- 19?? FC Vlašim
- 2006 FC GRAFFIN Vlašim (Fusion mit FK GRAFFIN Kácov)
- 2016 FC Sellier & Bellot Vlašim